# World Trigger
World Trigger (яп. ワールドトリガー Ва:рудо Торига:) — манга Дайсукэ Асихары, выходившая в журнале Weekly Shonen Jump с февраля 2013 года по ноябрь 2018 года, а затем перешедшая в Jump Square в декабре 2018 года и выходящая до сих пор. По состоянию на январь 2022 года главы были собраны в 24 танкобона.
Аниме-адаптация манги студии Toei Animation транслировалась на телевидении с 5 октября 2014 года по 3 апреля 2016 года. Премьера второго сезона прошла с 9 января по 4 апреля 2021 года, а третьего — с октября 2021 года по январь 2022.
Было собрано более 30 мнений по поводу Импульса Мира(World Trigger) По словам зрителей(с приложения Anixart ) произведение(Аниме) получилось не очень, и студия Toei Animation не оправдала ожиданий зрителей и многие раскритиковали его.

## Сюжет
В городе Микадо населением в 280 тысяч человек однажды открылись врата в другой мир, из которых появились существа, названные впоследствии «наверами» (яп. 近界民(ネイバー) Нэйба:, «люди из соседнего мира»). Оружие людей оказалось бесполезным против наверов, и на помощь пришла организация, называющая себя Национальным Агентством Обороны, или же просто Границей. Граница присвоила себе технологию наверов, так называемые «триггеры» (яп. トリガー Торига:). Данная технология позволяет использовать внутренние ресурсы организма, названные «трионами» и неизвестные до этого человечеству. При помощи триггеров трионы можно использовать и как оружие, и как средство защиты, и для многих других целей.
При помощи Границы и её технологий вторжение наверов удалось отбить, однако многие жители города погибли либо были похищены. Решено было создать в центре города запретную зону, а в центре этой зоны основать штаб организации. В запретной зоне с тех пор регулярно стали открываться врата и появляться существа из другого мира, однако Граница уже была готова к этому и регулярные бои стали обыденностью города. Граница стала открытой организацией, объявившей свободный набор в свои ряды.
В Границе существует разделение всех агентов на три ранга: A, B и C. Агенты ранга A являются элитными бойцами и составляют около 5 % от общей численности. Агенты ранга B — основная сила Границы. Агенты ранга C — стажёры, не имеющие права применять оружие кроме как на тренировках.
Спустя 4 года после первого вторжения в местную среднюю школу переводится необычный студент по имени Юма Куга, на самом деле являющийся навером, пытающимся скрыться от Границы. В школе он знакомится с Осаму Микумо, который является агентом C-ранга, но скрывает это. Так как Юма ничего не знает о жизни на Земле, он просит Осаму помочь ему обосноваться, а заодно и скрыться от Границы.

## Медиа-издания

### Манга
Манга написана и иллюстрирована Дайсукэ Асихарой. Отдельные главы выходят в еженедельном журнале Weekly Shonen Jump с февраля 2013 года, а также в формате танкобонов. К марту 2017 года выпущено 18 полных томов. В связи с проблемами со здоровьем Асихара приостановил написание манги в конце 2016 года. Выпуск продолжился в 48 выпуске Weekly Shōnen Jump, вышедшем 29 октября 2018 года, где главы публиковались до 26 ноября, после чего манга была перенесена в журнал Jump Square, где и стала регулярно выходить с 4 декабря 2018 года. 4 февраля 2021 года Shueisha выпустило 23 танкобон.

### Аниме
27 мая 2014 года была анонсирована аниме-адаптация манги. 8 июля того же года было объявлено, что экранизацией занимается студия Toei Animation. Аниме непрерывно транслировалось на телеканале TV Asahi с октября 2014 по апрель 2016 года. Планировалось выпустить всего 50 серий,, но в итоге было показано 73. Летом 2015 года на мероприятии World Trigger Summer Festival 2015 был анонсирован World Trigger: Isekai Kara no Tōbōsha, совершенно новый сериал с оригинальной историей, не представленной в манге World Trigger, и с новыми персонажами и концепциями. Этот «новый сериал» фактически стал «Аркой беглецов» аниме, которая длилась с 49 по 63 серии. 7 марта 2016 года было подтверждено, что аниме World Trigger закончится после того, как было объявлено, что TV Asahi заменит слот, транслирующий его, спортивным программами. Трио из Нагои Sonar Pocket исполнили первую вступительную тему аниме, «GIRIGIRI» (ギリギリ, букв. «Borderline»). Вторая вступительная тема — «Ashita no Hikari» (アシタノヒカリ, букв. «The Light of Tomorrow») в исполнении группы AAA. Третья вступительная тема — «Dream Trigger» (ドリームトリガー, «Dorīmu Torigā») в исполнении Pile
Во время фестиваля Jump Festa '20 было объявлено, что сериал получит второй сезон, и большая часть актёров останется на своих ролях. Морио Хатано — новый режиссер сериала. Премьера второго сезона состоялась 9 января 2021 года в рамках блока NUMAnimation TV Asahi. Вступительная тема — «Force» от TXT, а закрывающая композиция — «Mirai Eigō» Kami wa Saikoro o Furanai. Его трансляция длилась всего на один кур.
В ходе Jump Festa 2021 также был анонсирован третий сезон. Его премьера прошла с октября 2021 года по январь 2022 года.

### Видеоигра
Игра для PlayStation Vita, разработанная Artdink под названием World Trigger: Borderless Mission (ワールドトリガー　ボーダレスミッション), была выпущена в Японии 17 сентября 2015 года. Игра для iOS и Android, разработанная Ganbarion под названием World Trigger: Smash Borders (ワールドトリガー スマッシュボーダーズ), была выпущена 21 июля 2015 года. Позже он был выпущен на PlayStation Vita 17 февраля 2016 года. Оба были опубликованы Bandai Namco Games.

## Критика и отзывы
В конце 2016 года по данным хит-парада Oricon манга World Trigger заняла 18 место среди бестселлеров, продав 2,234,851 копий. Также по данным опроса японского портала goo манга World Trigger заняла пятое место по популярности среди произведений журнала Shonen Jump.
Однако аниме было встречено более критическими отзывами. Сериал был назван «неумелым» и «озадачивающим». В своей статье на Anime News Network Габриэлла Экенс назвала World Trigger «неплохим шоу, но ужасной адаптацией». Тем не менее аниме заняло 10 место на фестивале Tokyo Anime Award в категории «ТОП 100 аниме 2016 года».